# Château Abain
Pour les articles homonymes, voir Château de Malval.
Le château Abain (Château de Malval) est une ruine de château-fort situé sur la commune de Malval, dans le département de la Creuse, en France.

## Présentation et architecture
Il s'agit de l'un des sites fortifiés (en ruine) parmi les plus anciens du Limousin ; il est mentionné dès 1038. Mais son existence pourrait être antérieure grâce à l'utilisation de sa motte castrale.